# Romuald Kreczko

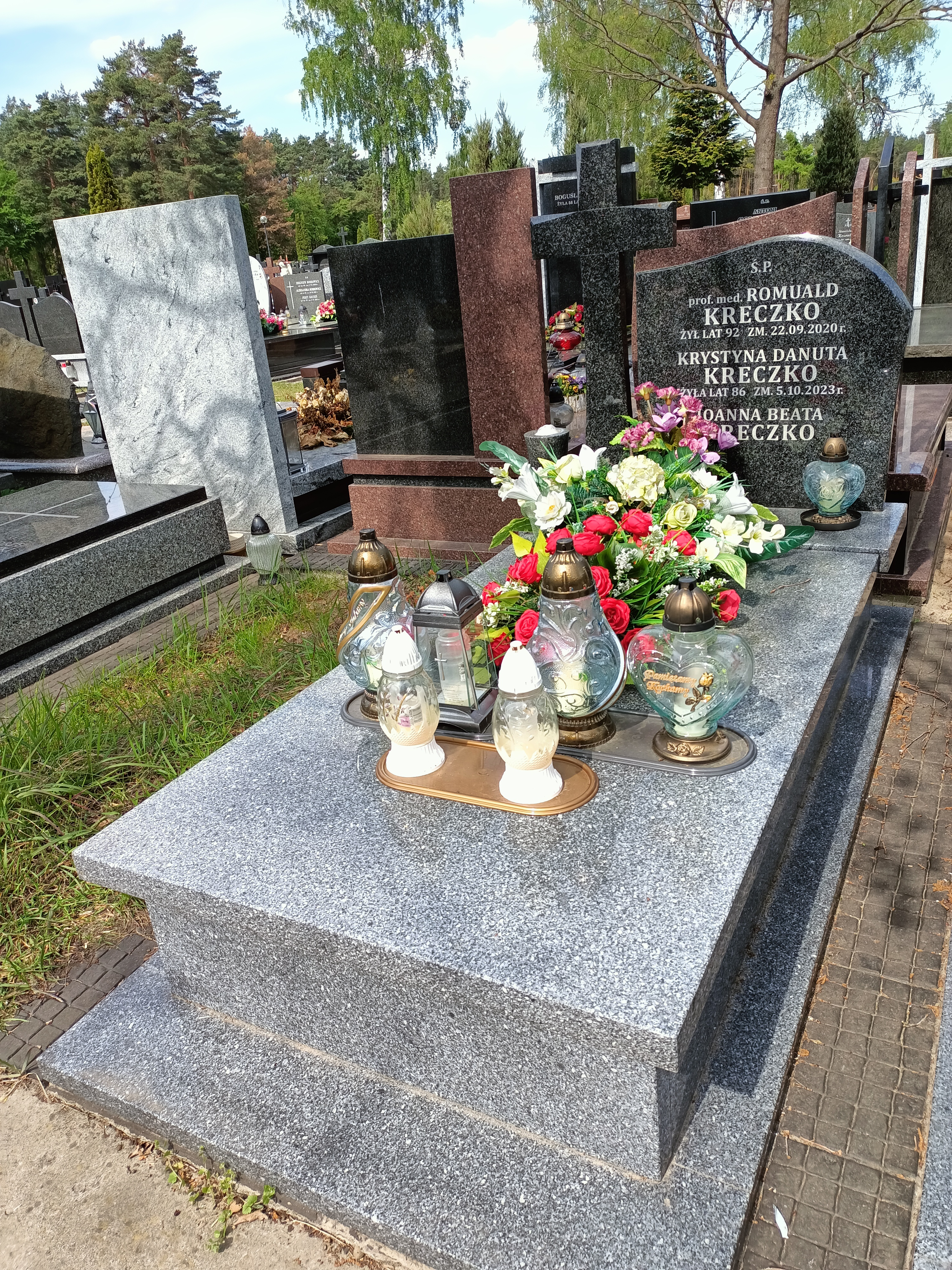
Grób Romualda Kreczko na cmentarzu w Rembertowie przy ulicy Grzybowej

Romuald Kreczko (ur. 19 sierpnia 1928 w Łapach, zm. 22 września 2020 w Warszawie) – polski lekarz, ortopeda.

## Życiorys
Studiował na Akademii Medycznej w Łodzi, uzyskując dyplom w 1954 roku. Tytuł doktorski zdobył w 1963 w Akademii Medycznej w Warszawie. W latach 1974–1987 był kierownikiem Ośrodka Naukowo-Badawczego (ONB) Warszawskiej Kliniki Ortopedycznej w Uzdrowisku Ciechocinek, gdzie sprawował również funkcję konsultanta. W 1987 roku objął stanowisko kierownika Kliniki Reumoortopedii w Instytucie Reumatologii w Warszawie. Do jego uczniów należą Jacek Kowalczewski, Leszek Jung, Stanisław Maj oraz Paweł Małdyk.

## Odznaczenia
Źródło: poitr.pl
- Odznaczenie „Za wzorową Pracę w Służbie Zdrowia”
- Medal imienia Adama Grucy
- Krzyż Kawalerski Orderu Odrodzenia Polski